# Ketanji Brown Jackson
Ketanji Brown Jackson (Washington D.C., 14 september 1970) is een Amerikaanse advocaat en jurist die sinds 30 juni 2022 dienst doet als rechter bij het Hooggerechtshof van de Verenigde Staten. Daarvoor was ze rechter bij het Hof van Beroep van de Verenigde Staten voor het District of Columbia Circuit.
Op 25 februari 2022 werd ze door president Joe Biden voorgedragen als rechter bij het Amerikaanse Hooggerechtshof, om de door pensionering vrijgekomen plaats van Stephen Breyer in te vullen. Ketanji Brown Jacksons benoeming werd op 7 april 2022 bevestigd door de Senaat. Op 30 juni werd ze als de eerste zwarte vrouw die ooit zitting nam in het Hooggerechtshof beëdigd.

## Levensloop

### Jeugd en opleiding
Ketanji Onyika Brown werd geboren op 14 september 1970 in Washington. Haar ouders zijn beiden afgestudeerd aan historisch zwarte universiteiten. Haar vader, Johnny Brown, was een docent die rechten ging studeren en uiteindelijk de hoofdadvocaat van de openbare scholen van Miami-Dade County in Florida werd. Haar moeder, Ellery, was schoolhoofd aan de New World School of the Arts. Brown groeide op in Miami, Florida, en studeerde in 1988 af aan de Miami Palmetto Senior High School, waar ze actief was bij debatactiviteiten en studentenvertegenwoordiging als "burgemeester".
Na de middelbare school studeerde ze Government (bestuurskunde) aan Harvard University, waar ze in 1992 magna cum laude afstudeerde met een Bachelor of Arts. Terwijl ze op de universiteit zat, werd haar oom veroordeeld vanwege cocaïnebezit met de intentie om dit te verkopen (zonder geweldsverzwaring), wat vanwege de nieuwe three-strikes-wetgeving voor drugsgerelateerde veroordelingen, resulteerde in een levenslange gevangenisstraf. Jaren later haalde Brown een advocatenkantoor over om zijn zaak pro Deo aan te nemen, en president Barack Obama zette uiteindelijk zijn straf om. Andere familieleden werkten bij de politie, waaronder een oom als politiechef van Miami en haar broer als undercover agent in Baltimore. Tijdens haar tijd op Harvard leidde Brown protesten tegen een student die een Confederatievlag uit zijn raam hing.
Ketanji Brown werkte van 1992 tot 1993 als stafverslaggever en onderzoeker voor het tijdschrift Time, waarna ze in 1993 naar de Harvard Law School ging, waar ze supervising editor was van de Harvard Law Review. Brown studeerde in 1996 cum laude af met een Juris Doctor. In 1996 trouwde ze met chirurg Patrick G. Jackson, een zesdegeneratie-alumnus van Harvard, die ze tijdens haar studie had ontmoet.

### Juridische carrière
Na haar rechtenstudie werkte Brown Jackson van 1996 tot 1997 als gerechtsambtenaar bij rechter Patti B. Saris van de Amerikaanse districtsrechtbank voor Massachusetts, en van 1997 tot 1998 bij rechter Bruce M. Selya van het Amerikaanse hof van beroep voor het eerste circuit. Ze werkte een jaar door als advocaat bij het advocatenkantoor Miller Cassidy Larroca & Lewin in Washington en was vervolgens van 1999 tot 2000 gerechtsambtenaar voor rechter Stephen Breyer van het Amerikaanse Hooggerechtshof, een prestigieuze positie.
Brown Jackson werkte van 2000 tot 2003 als advocaat. In 2017 beschreef ze de baan en de werkcultuur als moeilijk te combineren met de zorg voor een jonge dochter. Van 2003 tot 2005 was ze als Assistant Special Council onderdeel van de U.S. Sentencing Commission en kreeg zo ervaring met de federale richtlijnen voor straffen.
Van 2005 tot 2007 was Brown Jackson een federaal assistent-openbaar verdediger in Washington, waar ze zaken behandelde bij het Hof van Beroep voor het DC Circuit. Een evaluatie door The Washington Post van zaken die Brown Jackson tijdens haar loopbaan als openbare verdediger behandelde, toonde aan dat "ze middels ongebruikelijke overwinningen op de aanklagers, lange gevangenisstraffen wist te verkorten of vernietigen".
Van 2007 tot 2010 was Ketanji Brown Jackson procesadvocaat bij Morrison & Foerster.

#### U.S. Sentencing Commission
In juli 2009 droeg president Barack Obama, Ketanji Brown Jackson voor als vicevoorzitter van de U.S. Sentencing Commission, een nominatie die in 2010 door de Senaat werd bekrachtigd. Brown Jackson was tot 2014 lid van de commissie. Gedurende haar tijd bij de commissie wijzigde deze met terugwerkende kracht de "Richtlijnen voor Veroordeling" om het strafniveau voor crack-cocaïnedelicten te verlagen en voerde de commissie het "drugs minus two"-amendement door, dat een verlaging van twee niveaus bij drugsdelicten invoerde.

### Federale rechterlijke macht

#### Federale rechtbank

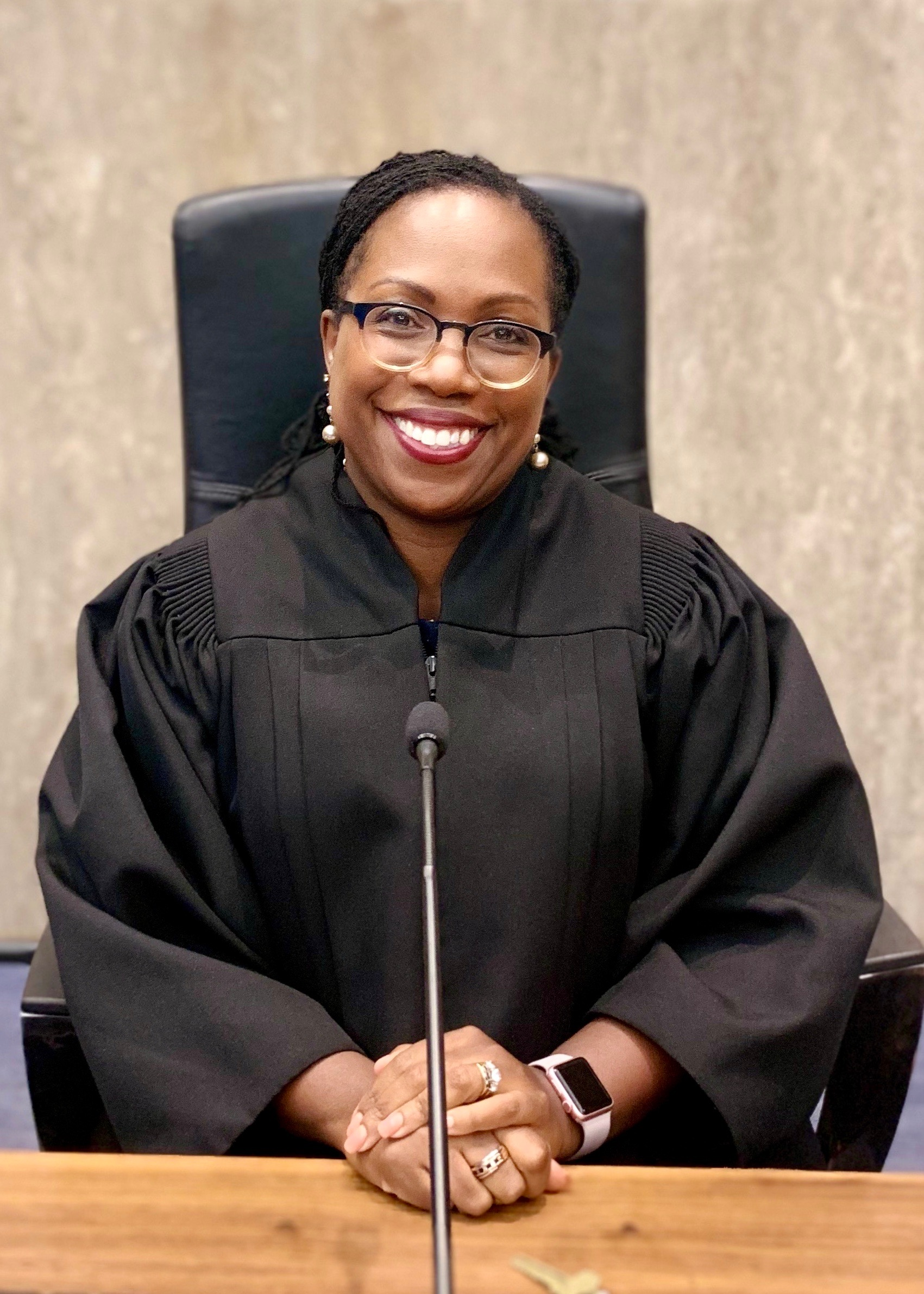
Ketanji Brown Jackson bij het Hof voor Beroep voor het District of Columbia

Op 20 september 2012 nomineerde President Barack Obama, Ketanji Brown Jackson als rechter voor de federale rechtbank voor het "District of Columbia". Brown Jackson werd, tijdens haar bevestigingshoorzitting in december 2011, voorgesteld door de prominente Republikein Paul Ryan, een aangetrouwd familielid van haar echtgenoot, die zei: "Onze politiek kan verschillen, maar mijn lof voor Ketanji's intellect, voor haar karakter, voor haar integriteit, is ondubbelzinnig".
Op 2 januari 2013 verliep haar nominatie omdat de (Republikeinse) Senaat sine die verdaagde. Dezelfde week werd ze opnieuw genomineerd voor dezelfde functie. In maart 2013 werd haar nominatie uiteindelijk bevestigd, en op 26 maart 2013 ontving ze haar commissie.
Als rechter nam ze meerdere besluiten die in strijd waren met de standpunten van het conservatieve kabinet-Trump. In een van die uitspraken, waarin ze de voormalige raadsman van het Witte Huis, Donald McGahn, beval om te voldoen aan een parlementaire dagvaarding, schreef ze: "Presidenten zijn geen koningen".
Brown Jackson behandelde een aantal zaken waarbij maatregelen van de uitvoerende macht ter discussie stonden en die bestuursrechtelijke vragen opriepen. Ze deed uitspraken in verschillende zaken die veel politieke aandacht kregen.

#### Hof van Beroep
Op 30 maart 2021 kondigde president Joe Biden zijn voornemen aan om Ketanji Brown Jackson te nomineren om te dienen als een Circuit Judge voor het United States Court of Appeals for the District of Columbia Circuit, als vervanger van Merrick Garland, die aftrad om Minister van Justitie (Attorney General) te worden. Op 19 april 2021 werd haar voordracht naar de Senaat gestuurd ter bevestiging.
Voorafgaand aan haar hoorzitting meldde Bloomberg Law dat conservatieve activisten wezen op bepaalde beslissingen van Brown Jackson die in hoger beroep waren teruggedraaid als een "potentiële smet op haar staat van dienst". Nan Aron, voorzitter van de progressieve Alliance for Justice, verdedigde haar staat van dienst en zei dat Brown Jackson "bijna 600 uitspraken heeft geschreven en minder dan twaalf keer is teruggedraaid in hoger beroep".
Op 28 april 2021 vond de hoorzitting over haar benoeming voor de Senaatscommissie voor Justitie plaats. Tijdens haar bevestigingshoorzitting werd Brown Jackson ondervraagd over verschillende van haar gerechtelijke uitspraken tegen kabinet-Trump. Uiteindelijk bevestigde de Senaat haar benoeming op 14 juni 2021 met 53 tegen 44 stemmen. Zij ontving haar gerechtelijke commissie op 17 juni 2021.
Ketanji Brown Jacksons eerste beslissing als rechter van het Hof van beroep was het ongeldig maken van een maatregel uit 2020, van de Federal Labour Relations Authority, die de onderhandelingsmacht van vakbonden in de federale sector had beperkt.

### Benoeming voor het Amerikaanse Hooggerechtshof

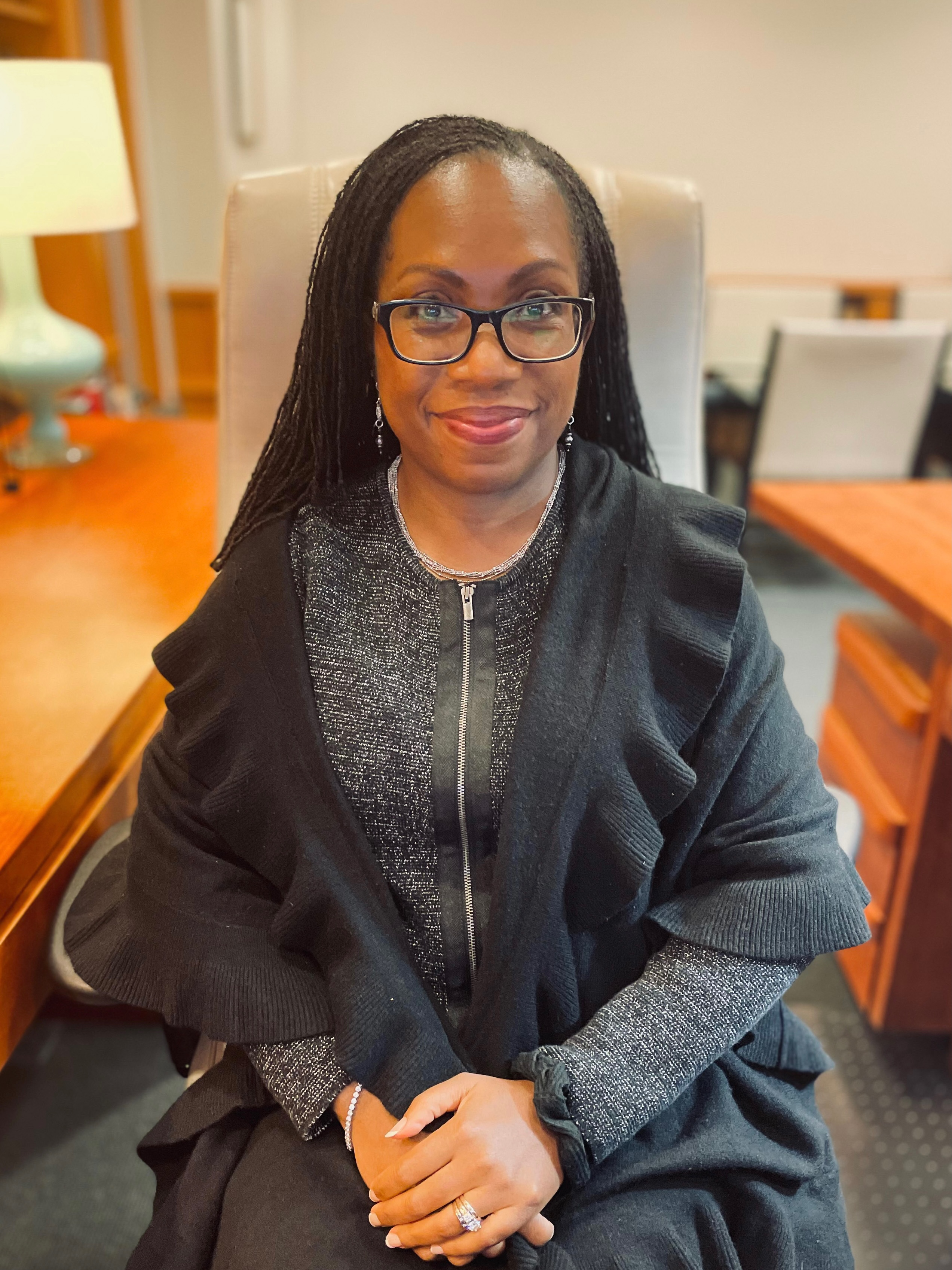
Ketanji Brown Jackson in 2022

Op 26 februari 2016 meldde de National Law Journal dat functionarissen van kabinet-Obama Ketanji Brown Jackson doorlichtten als een potentiële kandidaat voor het Amerikaanse Hooggerechtshof toen Antonin Scalia was overleden. In maart 2016 meldden The Washington Post en de Associated Press dat haar kandidatuur werd overwogen; Reuters meldde dat Brown Jackson een van de vijf kandidaten was die werd geïnterviewd als potentiële kandidaat voor de vacature.

#### Nieuwe speculaties
Nieuwsmedia speculeerden dat president Joe Biden Ketanji Brown Jackson in 2022 voor zou dragen voor het Amerikaanse Hooggerechtshof om de dan vrijgekomen zetel van Stephen Breyer te vullen. Biden beloofde tijdens zijn campagne voor de presidentsverkiezingen van 2020 in de Verenigde Staten een zwarte vrouw voor de rechtbank te benoemen, mocht er een vacature ontstaan. Brown Jacksons benoeming tot het Hof van Beroep voor het circuit van het District of Columbia, dat wordt beschouwd als de meest invloedrijke federale rechtbank na het Hooggerechtshof, werd gezien als voorbereiding op een mogelijke promotie naar het Hooggerechtshof.
De potentiële benoeming van Brown Jackson voor het Hooggerechtshof werd ondersteund door burgerrechten- en liberale belangenorganisaties. The Washington Post schreef dat Brown Jacksons ervaring als openbare verdediger "haar geliefd heeft gemaakt bij de meer liberale basis van de Democratische Partij". De Republikeinse oppositie onderzoekers, die maanden hadden om haar dossier door te spitten en manieren te vinden haar in verlegenheid te brengen, konden tijdens haar hoorzitting in 2021 niets anders concluderen dan dat Ketanji Brown Jackson haar werk deed nadat haar een potentieel controversiële klant was toegewezen.

#### Nominatie
Op 25 februari 2022 werd Ketanji Brown Jackson door Joe Biden voorgedragen als rechter bij het Amerikaanse Hooggerechtshof, om de door pensionering vrijgekomen plaats van Stephen Breyer in te vullen. De voordracht moest eerst worden goedgekeurd door de Senaat. In de Senaat had op dat moment de Democratische Partij van Biden de helft van de zetels. Vicepresident Kamala Harris zou als voorzitter van de Senaat de doorslaggevende stem hebben gehad wanneer er evenveel voor- als tegenstemmers waren geweest. Na een 11-11 stemming in de commissie voor juridische zaken, stemden er in de voltallige senaat op 7 april uiteindelijk 53 senatoren (waaronder 3 republikeinen) voor de benoeming en 47 tegen, waarmee de benoeming was goedgekeurd door de Senaat. Daarmee wordt Ketanji Brown Jackson na haar beëdiging de eerste zwarte vrouwelijke opperrechter die zitting neemt in het Hooggerechtshof. Deze beëdiging vond plaats op 30 juni 2022, toen Breyer daadwerkelijk met pensioen ging.